# Prijezda II. Kotromanić
Prijezda II. (Zemunik, 1233. ili 1242. – Srebrenik, 1290.) bio je bosanski ban od 1287. do 1290. godine. Iz vladarske je kuće Kotromanića. 

## Životopis
Ban Prijezda II. Kotromanić je rođen u tvrđavi Zemunik 1233. ili 1242. godine. Roditelji su mu bili slavonska plemkinja Elizabeta i bosanski ban Prijezda I. Kotromanić. Pored Prijezde II. Elizabeta i Prijezda I. su imali još četvero djece: Stjepana (koji je umro prije 1239.), Stjepan I., koji je postao nasljednik Prijezde II., Katarinu, koja je bila udana za Ladislava ili Radoslava Blagajskog ili Stjepana Vidočkog, te sina Vuka, koji je umro prije 1287. godine.
Za vrijeme očeve vladavine bio je njegov suputnik i ban Prijezda I. ga je proglasio svojim suvladarom i njegovim zakonitim nasljednikom, ali kasnije je tu čast dobio njegov mlađi brat Stjepana I. Kotromanić. Početkom veljače 1287. Prijezda I. se odrekao vlasti te državu podjelio na tri djela:
- dio između Save, Bosne i Vrbasa na upravu je dobio Prijezdin brat Stjepan I. Kotromanić sa sjedištem u Jajcu
- Prijezda II. Kotromanić je dobio dio između Drine, Bosne i jezgra stare Bosne uključujući i Vrhbosnu,
- Usora i Soli su poklonjene Ugarskoj

S bratom Stjepanom djelio je vlast u Bosni do 1290. godine. Poslije toga Prijezda II. se više ne spominje, a na čelu bosanske države ostaje samo Stjepan I. Kotromanić. Za zaštitnika dinastije Kotromanića smatrao se Sv. Grgur (Georgije) Nazianski, tj. Grigorije Bogoslov. Ban Prijezda iza sebe nije ostavio potomke.

## Vanjske povezice
| Prethodnik Prijezda I. | Bosanski ban 1287. – 1290. | Nasljednik Stjepan I. |